# Seznam pianistov
Seznam svetovno znanih pianistov.

## A
- Géza Anda - Pjotr Anderzewski - Leif Ove Andsnes - Martha Argerich - Claudio Arrau - Vladimir Ashkenazy -

## B
- Wilhelm Backhaus - Béla Bartók – Daniel Barenboim - Boris Berezovsky - Bart Berman - Dimitrij Baškirov - Lazar Berman - Jorge Bolet - Alfred Brendel - Stanislav Bunin - Idil Biret - Khatia Buniatishvili – Ferruccio Busoni

## C
- Roberto Carnevale - Robert Casadesus - Shura Cherkassky - Aldo Ciccolini - Van Cliburn - Graziella Concas - Chick Corea - Alfred Cortot - Clifford Curzon - György Cziffra -

## D
- Ruben Dalibaltayan
- Nikolai Demidenko
- Ernst von Dohnányi (Ernő Dohnányi)

## E
- Christoph Eschenbach

## F
- Annie Fischer
- Edvin Fischer
- Leon Fleisher
- Andor Foldes (Földes)

## G
- Andrei Gavrilov - Kemal Gekić - Walter Gieseking - Emil Gilels - Grigory Ginsburg - Leopold Godowsky - Glenn Gould - Friedrich Gulda - Minas Galeos -

## H
- Ingrid Haebler - Clara Haskil - Myra Hess - Josef Hofmann - Vladimir Horowitz -

## I
- Evgen Indjić - Valentina Igoshina -

## J
- Bradley Joseph

## K
- Wilhelm Kempff - Rita Kinka - Evgeny Kissin - Zoltán Kocsis - Stephen Kovacevich -

## L
- Lang Lang - Alicia de Larrocha - Giorgi Latsabidze - Elisabeth Leonskaja - Yundi Li - Dinu Lipatti - Nikolaj Luganski - Radu Lupu -

## M
- Nikita Magaloff - Aleksandar Madžar - Arturo Benedetti Michelangeli - Benno Moiseiwitsch - Ivan Moravec - Maksim Mrvica

## O
- John Ogdon -Tatjana Ognjanovič

## P
- Ignacy Paderewski - Murray Perahia - Maria Joao Pires - Mikhail Pletnev - André Previn - Ivo Pogorelić - Maurizio Pollini -

## R
- Sergej Rahmaninov - Dezső Ránki – Sviatoslav Richter - Aleksandra Romanić - Arthur Rubinstein -

## S
- Jean-Marc Savelli
- András Schiff -
- Arthur Schnabel -
- Rudolf Serkin -
- Dmitris Sgouros -
- Wen Yu Shen -
- Vladimir Sofranitsky -
- Grigory Sokolov -
- Jasminka Stančul -
- Tamara Stefanovich -

## T
- Dubravka Tomšič Srebotnjak - Simon Trpčeski - Rosalyn Tureck - Lukáš Taverna -

## U
- Mitsuko Uchida -

## V
- Tamás Vásáry
- Nataša Veljković
- Vladimir Valjarević
- Eliso Virsaladze

## W
- Alexis Weissenberg - Earl Wild -

## Y
- Maria Yudina -

## Z
- Lilya Zilberstein - Krystian Zimerman -